# Елабужское сельское поселение
Ела́бужское се́льское поселе́ние — муниципальное образование в Хабаровском районе Хабаровского края Российской Федерации. Образовано в 2004 году. 
Административный центр — село Елабуга. 

## Население
| 2010  | 2011  | 2012  | 2013  | 2014  | 2015  | 2016  |
| ----- | ----- | ----- | ----- | ----- | ----- | ----- |
| 2570  | ↗2579 | ↗2693 | ↘2481 | ↗2593 | ↗2639 | ↘2564 |
| 2017  | 2018  | 2019  | 2020  | 2021  |       |       |
| ↘2520 | ↘2495 | ↘2486 | ↗2492 | ↘1311 |       |       |

Население по данным 2011 года — 2579 человек.

## Населённые пункты
В состав поселения входят 3 населённых пункта:
| № | Населённый пункт | Тип  | Население |
| - | ---------------- | ---- | --------- |
| 1 | Вятское          | село | ↘891      |
| 2 | Елабуга          | село | ↘416      |
| 3 | Красносельское   | село | ↘4        |

## Памятники
- Обелиск «Односельчанам, павшим за Советскую Родину в 1941—1945 гг.»;
- Стела «Елабуга — 1910»;
- Стела «Рыболовецкий колхоз „Красный Маяк“»;
- Стела «Вятское 1859»;
- Кладбище бойцов и членов их семей 88-й отдельной стрелковой бригады;
- Деревянная беседка с памятной табличкой о пребывании цесаревича Николая в с. Вятское в 1891 г.;
- Памятный камень «Первым переселенцам, основавшим с. Елабуга в 1910 году, от благодарных потомков».